# إياد أغ غالي
إياد أغ غالي (بالفرنسية: Iyad ag Ghali)‏ أحد قادة الطوارق، الذين ثاروا ضد حكومة مالي في تسعينيات القرن الماضي ضمن الحركة الشعبية لتحرير أزواد، واشتهر بالدور الذي لعبه في المفاوضات مع مختطفي الرهائن الغربيين التابعين للقاعدة، وكذلك بتأسيسه لجماعة أنصار الدين في عام 2011 م .

## سيرته
ولد أياد أغ غالي عام 1960، في كيدال، وينتسب لقبيلة إيفوغاس الطوارقية، و عندما أرغم الجفاف الكثير من شباب الطوارق على ترك أرضهم والهجرة إلى ليبيا، لم يكن أغ غالي استثناء ليهاجر بدوره إلى ليبيا في ثمانينات القرن الماضي، تلقى أياد في ليبيا تكوينا عسكريا في صفوف الكتيبة الخضراء التي شكلها القذافي من الطوارق؛ وبعد أن برع في التكوين تم ضمه إلى البعثة التي أرسلها القذافي إلى لبنان من أجل المشاركة في القتال إلى جانب الفلسطينيين ضد الميليشيات المسلحة والإسرائيليين، بعد عودته من لبنان بسنوات، شارك إياد أغ غالي في المهمة التي نفذتها وحدات ليبية داخل الأراضي التشادية من أجل مساعدة المتمردين الذين يسعون إلى إسقاط نظام الرئيس السابق حسين حبري، ولكن الجيش الفرنسي كان بالمرصاد لهذه العملية فأوقفها.

## قيادته ثورة الطوارق 1990
قاد إياد أغ غالي الحركة الشعبية لتحرير أزواد الثائرة ضد حكومة مالي في عام 1990، وبعد توسط الجزائر، توقف القتال في منطقة كيدال بين حكومة مالي والحركة الشعبية لتحرير أزواد أواخر عام 1992، وتم دمج العشرات من مقاتلي الحركة الشعبية في الجيش المالي، إلا أن أغ غالي رفض أن يكون أحدهم، فتم تعيينه قنصلاً عامًا في مدينة جدة بالمملكة العربية السعودية.

## توسطه لإطلاق الرهائن الأوروبيين
بعد اتفاق 1992 اختفى أغ غالي، قبل أن يعاود الظهور مع بداية عام 2000، ويلعب دورا هاما في وساطات أثمرت - بعد أن دفعت على الأرجح فدًى كبيرة - الإفراج عن رهائن غربيين، اتُهمت القاعدة في بلاد المغرب الإسلامي بخطفهم . وفي عام 2003 ساعد إياد أغ غالي في إطلاق 14 أوروبياً أغلبهم من الألمان، كانوا مختطفين من قبل مجموعة مسلحة مرتبطة بالقاعدة في الجزائر، وتقول مصادر إنه أصبح ثرياً بعد أن تلقى عمولات نظير وساطات قام بها لإطلاق رهائن .

## تأسيسه جماعة أنصار الدين
عُرف عن أغ غالي في السنوات الأخيرة توجهه الديني واعتناقه الفكر الجهادي، وفي أواسط العام 2011، أسس أغ غالي حركة «أنصار الدين»، وهي حركة تصف نفسها بأنها إسلامية سلفية، تطالب بتطبيق الشريعة الإسلامية، وإعادة الاعتبار لمكانة علماء الدين، فضلا عن مطالب محلية تتعلق بحرية وحقوق سكان أزواد، ليخوض حربا ضد القوات المالية عام 2012، وبعد أن تمكن من طردها من شمال مالي (أزواد) أعلن أن هدفه تطبيق الشريعة الإسلامية في كل ازواد، ليسطير بشكل كلي على مدن اقليم ازواد شمال مالي الغني بالنفط، مما أثار خوف الحكومة الفرنسية والمالية من انفصال الطوارق ومن تقدم أغ غالي، لتستنجد بفرنسا والقوات الأفريقية، التي أدى تدخلها الفوري إلى لمنع استقلال الطوارق واقليم ازواد وابادة عرقية بحق العرب والطوارق وادى القصف الشديد إلى اختفاء جماعة التوحيد والجهاد التي كانت تسيطر على غاو، وتقلص سيطرة إياد وجماعته انصار الدين إلى اطراف كيدال، ولم تعترف فرنسا بإياد كممثل للطوارق لما اقترفته جماعته من أعمال تصنفها فرنسا من الأعمال التي تهدد وحدة مالي ومصالحها بالمنطقة.